# DCE
Thiết bị DCE (Data Communication Equipment) điển hình là một modem hoặc thiết bị truyền thông khác. DCE nằm giữa DTE (data terminal equipment) và một mạch truyền như đường điện thoại. Ban đầu, DTE là một đầu cuối câm hoặc máy in, nhưng ngày nay nó là máy tính, cầu nối hoặc bộ định tuyến nối các mạng LAN với nhau. Trong môi trường mainframe, bộ điều khiển truyền thông và bộ điều khiển cụm liên kết là các ví dụ về DTE. DCE cung cấp kết nối cho DTE vào mạng truyền thông và ngược lại. Ngoài ra, nó còn kết thúc và khóa mạch. Khi đường truyền điện thoại tương tự (analog) là môi trường truyền thông, DCE là một modem. Khi đường truyền là số, DCE là CSU/DSU (channel service unit/data service unit).